# Максвелл Ілей
Максвелл Ілей (англ. Maxwell Eley, 16 вересня 1902 — 15 січня 1983) — британський академічний веслувальник.
Олімпійський чемпіон 1924 року в складі розпашної четвірки без стернового.